# 3184 Raab
Raab (asteróide 3184) é um asteróide da cintura principal, a 1,9627703 UA. Possui uma excentricidade de 0,2639154 e um período orbital de 1 590,42 dias (4,36 anos).
Raab tem uma velocidade orbital média de 18,23987579 km/s e uma inclinação de 8,19687º.
Este asteróide foi descoberto em 22 de Agosto de 1949 por Ernest Johnson.